# Légion de la Liberté
La Légion de la Liberté (« The Liberty Legion » en VO) est le nom d'une équipe de super-héros évoluant dans l'univers Marvel de la maison d'édition Marvel Comics. Créée par le scénariste Roy Thomas et le dessinateur Don Heck, l'équipe apparaît pour la première fois dans le comic book Marvel Premiere #29 en avril 1976.
En France, l'équipe apparaît pour la première fois dans le magazine Titans no 28 en septembre 1980.
L'équipe comprenait des super-héros créés dans les années 1940 par Timely Comics, le prédécesseur de Marvel Comics. 
Il s'agit d'une équipe « retcon » (rattachée à la continuité Marvel standard).

## Biographie de l'équipe

### Équipe originale
En 1942, pour sauver ses compagnons de l'équipe des Envahisseurs (Invaders) captifs du super-vilain Crâne rouge, le héros Bucky met sur pied une équipe de sauvetage.
La Légion de la Liberté a été formée autour du Bolide (Whizzer) et de Miss America, deux membres du All-Winners Squad (en). Le reste de l'équipe incluait des personnages moins connus de l'époque Timely : l'anthropologue Blue Diamond, l'esprit de l'hiver Jack Frost, Thin Man (en), le Patriote (« The Patriot », Jeffrey Mace (en)) et Red Raven (en).
Ces héros furent ramenées (retcon) dans la continuité de l'univers Marvel.

### Équipe fédérale de l'Initiative
Une nouvelle équipe portant ce nom, en hommage à la première, voit le jour en 2007. Il s'agit de l'équipe fédérale de Pennsylvanie formée par le projet Initiative.
L'équipe inclut de jeunes recrues de l'Initiative, dont les noms s'inspirent des membres d'origine :
- le Révolutionnaire (en fait un Skrull, découvert lors du crossover Secret Invasion).
- Ms. America
- l'Aigle Bleu
- Hope
- Iceberg
- 2-D
- Whiz Kid